# 巻堀神社
巻堀神社（まきぼりじんじゃ）は、岩手県盛岡市にある神社。

## 概要
盛岡市の北部、旧玉山区・玉山村・巻堀村地区にある神社。
長禄3年（1459年）に創建され、金精神を祀る金精大明神、あるいは道祖神などと称された。
明治3年（1870年）に巻堀神社と改称、巻堀・馬場・永井三村の村社に指定された。
古来より安産守護神として知られ、近郷は勿論、県外からも参詣人が訪れる。
例大祭で行われる巻堀神楽（まきぼりかぐら）は、市の無形民俗文化財に指定されている。

## 祭神
- 伊邪那岐命
- 猿田彦命